# Syngonanthus cuyabensis
Syngonanthus cuyabensis là một loài thực vật có hoa trong họ Eriocaulaceae. Loài này được (Bong.) Körn. miêu tả khoa học đầu tiên năm 1863.